# Malé Březno (Mosti járás)
Malé Březno település Csehországban, a Mosti járásban. Malé Březno Most, Havraň, Vrskmaň, Strupčice és Lišnice településekkel határos. Lakosainak száma 241 fő (2024. január 1.).

## Népesség
A település lakosságának változását az alábbi diagram mutatja:
| Lakosok száma | 946  | 1331 | 1838 | 1253 | 175  | 184  | 219  | 211  | 237  | 241  |
|               | 1869 | 1890 | 1921 | 1950 | 1980 | 2001 | 2017 | 2019 | 2022 | 2024 |